# Цианид германия(IV)
Циани́д герма́ния(IV) — неорганическое соединение, 
соль германия и синильной кислоты с формулой Ge(CN)4,
белые кристаллы,
разлагаются в воде.
Может также рассматриваться как цианпроизводное моногермана.

## Получение
- Длительное кипячение иодида германия(IV) и цианида серебра в бензоле:

{\displaystyle {\mathsf {GeI_{4}+4AgCN\ {\xrightarrow {80^{o}C}}\ Ge(CN)_{4}\downarrow +4AgI}}}

## Физические свойства
Цианид германия(IV) образует белые кристаллы, не растворимые в бензоле и диэтиловом эфире.
Растворяется в диоксане.
Гидролизуется в воде и во влажном воздухе.
При длительном хранении в инертной атмосфере приобретает светло-жёлтый цвет.
Диоксановый раствор при нагревании приобретает коричневую окраску.